# Kim Do-yeon (calciatrice)
Kim Do-yeon (김도연?; 7 dicembre 1988) è una calciatrice sudcoreana, difensore del Hyundai Red Angels e della nazionale sudcoreana.

## Carriera

### Nazionale
Convocata nella nazionale sudcoreana dal Commissario tecnico An Ik-soo, disputa le qualificazioni alla fase finale della Coppa d'Asia di Vietnam 2008, fallendo l'accesso alla fase finale, raggiunto invece due anni più tardi, sotto la guida tecnica del nuovo CT Lee Sang-yeob, disputando con la maglia della sua nazionale la Coppa d'Asia di Cina 2010 ma venendo eliminata già alla fase a gironi.
Il subentrato CT Yoon Deok-yeo la convoca per disputare la Coppa d'Asia di Vietnam 2014 dove con le compagne riesce a ottenere il quarto posto e il conseguente accesso al Mondiale di Canada 2015. Inserita da Yoon nella lista delle 23 calciatrici convocate comunicata nel maggio 2015, Kim viene impiegata in due dei quattro incontri disputati dalla sua nazionale che, giunta agli ottavi di finale, viene sconfitta per 3-0 dalla Francia ed eliminata dal torneo.
In rosa con la squadra che partecipa all'edizione 2017 della Cyprus Cup, condivide con le compagne il miglior risultato nel torneo dopo il terzo posto dell'edizione 2014, raggiungendo la finalissima poi persa 1-0 con le avversarie della Svizzera.
In seguito disputa la Coppa d'Asia di Giordania 2018 ottenendo l'accesso al Mondiale di Francia 2019 come quinta classificata nel torneo.
Inserita da Yoon nella lista delle 23 calciatrici convocate comunicata il 17 maggio 2019, gioca tutti i tre incontri della fase a gironi, dove la sua nazionale, inserita nel gruppo A, subisce tre sconfitte da Francia, 4-0 nell'incontro inaugurale del torneo, Nigeria (2-0) dove è protagonista negativa aprendo le marcature avversarie con un'autorete, e Norvegia (2-1), concludendo all'ultimo posto e venendo di conseguenza eliminata dal torneo.

## Palmarès

### Club
- Campionato sudcoreano: 9

Incheon Hyundai Steel Red Angels: 2013, 2014, 2015, 2016, 2017, 2018, 2019, 2020, 2021